# Hesydrus habilis
Hesydrus habilis är en spindelart som först beskrevs av O. Pickard-Cambridge 1896.  Hesydrus habilis ingår i släktet Hesydrus och familjen Trechaleidae. Inga underarter finns listade i Catalogue of Life.